# Демократический интернационал
Это статья о международном союзе антикоммунистических повстанцев. О скаутском слёте см. статью Джамбори (слёт скаутов)
«Демократический интернационал» (англ. The Democratic International), известен также как «Джамбори» (Jamboree in Jamba — «Собрание племён в Джамбе») — международный политический союз антикоммунистических повстанческих движений. Создан с целью политико-идеологической координации вооружённой борьбы УНИТА, контрас, моджахедов, хмонгских националистов против коммунистических просоветских режимов. Учредительная конференция состоялась в ангольском городе Джамба 2 июня 1985 года. Объединял ангольскую УНИТА, афганский НИФА, никарагуанские FDN, лаосские Neo Hom и ELOL. Действовал до конца 1980-х годов.

## Участники и организаторы
Учредительная конференция состоялась 2 июня 1985 года в ангольском городе Джамбе — главной военной базе повстанческого движения УНИТА. Были представлены следующие организации:
- Национальный союз за полную независимость Анголы (УНИТА), лидер Жонаш Савимби
- Никарагуанские демократические силы (FDN), лидер Адольфо Калеро
- Национальный исламский фронт Афганистана (НИФА), лидер Абдул Рахим Вардак
- Объединённый национальный фронт освобождения Лаоса (Neo Hom), впоследствии Этническая организация освобождения Лаоса (ELOL), лидер Па Као Хэ

Все они вели в своих странах вооружённую повстанческую борьбу против режимов «реального социализма» и правящих марксистских компартий (МПЛА, СФНО, НДПА, НРПЛ), поддерживаемых СССР, Кубой и СРВ.
В Джамбу были приглашены также представители партизанских движении Камбоджи (KPNLF) и Мозамбика (РЕНАМО). Они не смогли участвовать в мероприятии, но РЕНАМО впоследствии установило отношения с «Джамбори».
Организовали конференцию американские неоконсервативные политики и бизнесмены — будущий известный лоббист и кинопродюсер Джек Абрамофф (инициатор мероприятия), банкир Льюис Лерман (финансист мероприятия), подполковник Оливер Норт.
Присутствие моджахедов, контрас и УНИТА чётко указывало на географию ключевых локальных конфликтов Холодной войны: Афганистан, Центральная Америка, Южная и Юго-Западная Африка, а также Индокитай. Противостоянию в этих странах и регионах уделялось особое внимание в рамках «доктрины Рейгана».

Мы, свободные народы, борющиеся за национальную независимость и права человека, заявляем о своей солидарности с движениями свободы всего мира и заявляем о нашей готовности освободить народы от советского империализма.

## Специфика объединения
«Демократический интернационал» объединил только определённую — рейганистскую — часть антикоммунистических повстанческих движений. Организации, соединявшие антикоммунизм и антисоветизм с антиамериканизмом, а также неофашистские структуры (характерные для Всемирной антикоммунистической лиги) в объединении не участвовали. Не примкнули к «Демократическому интернационалу» антисоветские коммунисты (типа «красных кхмеров») и антикоммунисты-социалисты (некоторое исключение в этом плане представляла УНИТА с учётом леворадикальных элементов во взглядах Савимби). «Демократическое» ограничение не случайно было включено в название нового интернационала.
В «Джамбори» входили только вооружённые повстанческие движения. Диссидентские и правозащитные организации, как и польская «Солидарность» не имели к нему отношения.
Администрация Рональда Рейгана активно поддерживала антикоммунистических повстанцев и одобряла их международное объединение. В Джамбе было зачитано личное послание президента США:

Ваши цели — наши цели. Желаю удачи, и да благословит вас Бог.

Рональд Рейган

Однако американская поддержка «Демократического интернационала» высказывалась в частном порядке и осуществлялась по конфиденциальным каналам (подобно программе «Иран-контрас», которую курировал Оливер Норт). Правительства Питера Боты (ЮАР) и Шимона Переса (Израиль) позитивно отнеслись к идее объединения, но не к конкретному проекту «Демократического интернационала». Власти Пакистана и Таиланда, опасаясь международного резонанса, даже препятствовали вылету афганских и лаосских представителей. Американские организаторы встречи особо отмечали логистические трудности мероприятия.

## Политическое значение
Наладить конкретное военное взаимодействие не представлялось возможным. Условия боёв в Анголе, Афганистане, Никарагуа и Лаосе очень сильно различались, оперативная координация была практически нереальна.

Афганцы не знали, где находится Никарагуа, контрас не знали, где находится Ангола.

Заседания в основном сводились к обмену разведывательными данными, заявлениям о взаимной поддержке, выработке совместной декларации.
Однако на политико-символическом уровне «Джамбори в Джамбе» имело важное значение. В течение нескольких лет «Демократический интернационал» координировал антикоммунистическое повстанчество на трёх континентах. Была наглядно продемонстрирована установка администрации Рейгана на прямую, активную и открытую поддержку антикоммунистических партизанских движений. «Доктрина Рейгана» создавала новую концепцию Холодной войны: межгосударственное и межблоковое противостояние дополнялось «племенным акцентом» — ставкой на повстанческие движения (в ангольской, лаосской, афганской ситуациях они носили выраженный этноплеменной характер). Помимо прочего, правые и крайне правые силы обрели важный идеологический ресурс «политического романтизма» который до того в основном принадлежал левым.

Вооружённый антикоммунизм получил мировой политико-символический центр. Христиане, мусульмане, анимисты, консерваторы, националисты, социалисты объявили себя общностью. На основе свободы как цели.

Движения «Джамбори» сыграли важную роль в исходе Холодной войны. Однако после развала мировой коммунистической системы в 1989—1991 годах деятельность «Демократического интернационала» дезактуализировалась и сошла на нет. Его организации продолжали активно действовать, но развивались независимо друг от друга.

## Отражение в культуре
Конференция в Джамбе, борьба УНИТА, роль Савимби в международном антикоммунизме вдохновили Джека Абрамоффа на создание фильма «Красный скорпион». Эта картина характеризовалась как пропагандистская «бомба Холодной войны».

## «Джамбори» в Донбассе
С «Джамбори» 1985 года сравнивается встреча 9 декабря 2015 года в городе Новогродовка в Донбассе. В совещании участвовали российское «Движение СОРМ», украинский «Добровольческий Рух ОУН», созданный на базе добровольческого батальона ОУН, приглашение к сотрудничеству направлено «Правому сектору» и нескольким организациям белорусской и таджикской оппозиции. По результатам совещания принята «Донбасская декларация». Борьбу с «режимами номенклатурной олигархии и клептократии» предлагается вести силовыми методами. В декларации содержится прямая отсылка к Джамбори.